# Peltosaari (ö i Norra Savolax, Nordöstra Savolax)
Peltosaari är en ö i Finland. Den ligger i sjön Riistavesi och i kommunerna Tuusniemi, Kuopio och Kuopio och landskapet Norra Savolax, i den centrala delen av landet, 300 km nordost om huvudstaden Helsingfors. Öns area är 0,3 hektar och dess största längd är 90 meter i sydöst-nordvästlig riktning.